# Dreams Universe
『Dreams Universe』(ドリームズユニバース)は、イギリスのメディアモレキュールが開発、ソニー・インタラクティブエンタテインメントが発売するPlayStation 4用のゲームクリエイティブプラットフォームである。

## 概要
E3 2015内のPlayStation E3 EXPERIENCEにて『Dreams』のタイトルで発表。2018年9月20に『Dreams Universe』の題名で国内での展開が発表された。
本作は以前メディアモレキュールが開発を行っていた『リトルビッグプラネット』シリーズのクリエイト要素をより倍増したような感じの作品となっており、ステージだけでなくゲームそのものを作成できるような機能を備えているという最大の特徴がある。作成した作品は最大4人でプレイしたり、共有することができる。